# 1973-as olajválság
| névleges valódi (2006-os árfolyamon) |

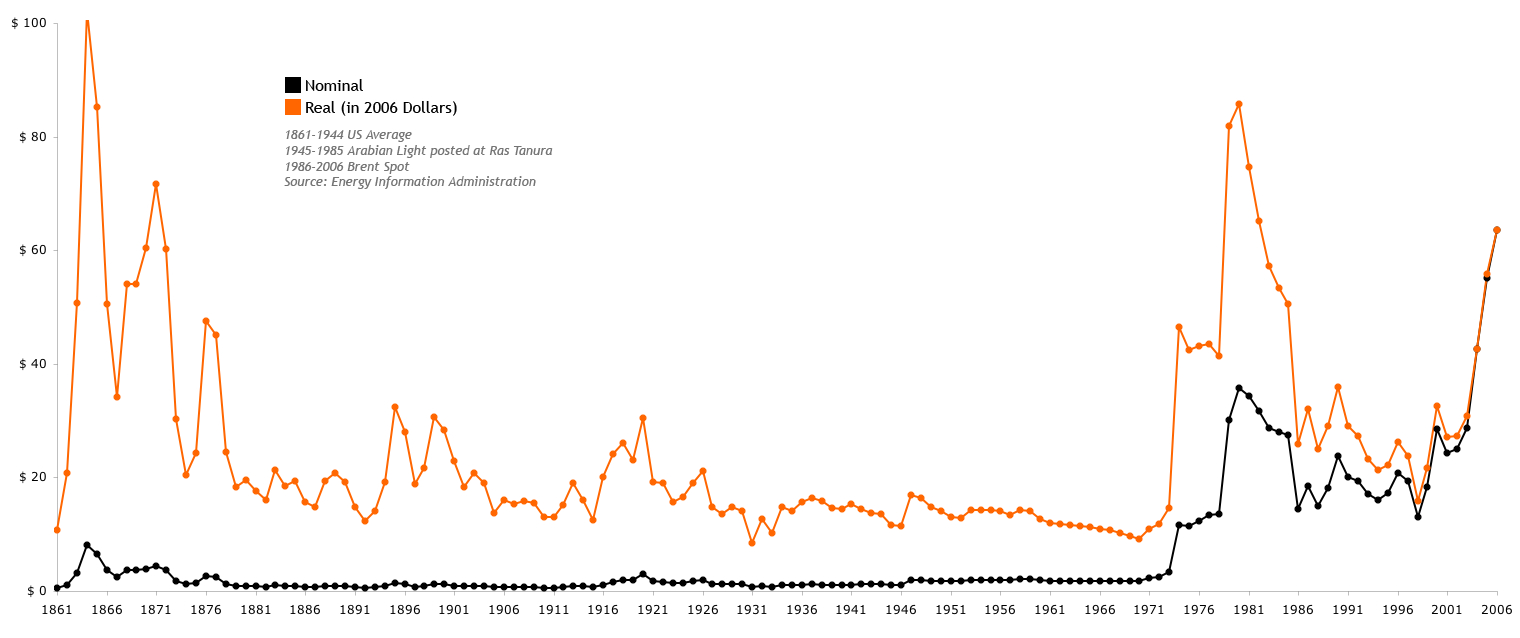
Az olaj árának alakulása dollárban 1861 és 2006 között

Az 1973-as olajválság vagy olajárrobbanás 1973. október 17-én kezdődő olajáremelkedés volt, ami jelentősen átértékeltette a fejlett világ üzemanyag-ellátásához való viszonyát, valamint a kommunista országok eladósítását vonta maga után, amellyel a keleti blokk összeroppanásához vezető folyamatok elkezdődtek. A második olajválság 1979-ben következett be.

## Története
Az OPEC arab tagjait magába foglaló OAPEC (az Arab Olajexportáló Országok Nemzetközi Szervezete) az akkor zajló jom kippuri háború hatására bejelentette, hogy felfüggeszti az olajexportot azokba az országokba, amelyek a háborúban Izraelt támogatják Szíriával és Egyiptommal szemben. Az 1974 márciusáig tartó olajembargó az Amerikai Egyesült Államokat és nyugat-európai szövetségeseit, valamint Japánt is érintette. A féléves embargó alatt a második világháború óta tartósan növekedő gazdaságú nyugati kapitalista országok először szembesültek az olaj (illetve annak hiányának) stratégiai jelentőségével. A krízis csúcsán egy ideig például Amerikában a páros napokon csak a páros számra végződő rendszámú autók tankolhattak, míg a páratlan dátumokon a páratlan rendszámúak. A kitermelt nyers kőolaj hordónkénti árát rövid időn belül drasztikusan, közel négyszeresére emelték (lásd az ábrát). Tekintettel erre talán ki lehet mondani, hogy az arab országok az Izraellel kirobbantott háborút csak megfelelő alkalomnak tekintették a radikális áremelés végrehajtására, tehát rájöttek, hogy a piaci igények messze meghaladják a kínálatot.
A rugalmasabb és a piacgazdaság szabályai szerint működő nyugati országok a helyzethez történő gazdaságpolitikai alkalmazkodással és a versenyképes hátterükkel képesek voltak az olajválság okozta ártalmakat átvészelni. (Említhető például Ronald Reagan amerikai elnök és Margaret Thatcher brit miniszterelnök megszorító gazdaságpolitikai intézkedései az 1980-as években.)

### Hatása a Szovjetunió érdekszférájára
Az 1973-as olajválságnak számos nemzetközi hatása volt, az egyik legjelentősebb a kevésbé fejlett szovjet tömbbe tartozó kommunista országok eladósítása, mivel ezen országok korszerűtlen, nagy energiaigényű nehézipara nagy mennyiségű nyersanyagot igényelt, ami a kőolaj árának robbanásával hirtelen nagyon megdrágult. A tervgazdálkodás szerint működő szabályozórendszerük sajátosságai miatt képtelenek voltak a fejlődésre és ez hitelfelvételekbe és hosszútávú eladósodásba sodorta ezeket az országokat. Magyarországon, mint akkori államszocialista országban is ugyanez a folyamat játszódott le: az olajválság miatti áremelkedést és költségvetési kiigazításokat (megszorító intézkedéseket) a rendszer legitimációját az életszínvonal (akár fenntarthatatlan) növelésével igazoló Kádár-rendszer vezetői nem akarták meghozni, ezért az eleinte olcsó külföldi hitelek felvételéhez folyamodtak, amelyek a nyolcvanas években már súlyosan növelték az államadósságot és az államháztartás egyensúlyának felborulása következtében hosszútávon ellehetetlenítették az ország gazdasági működését. A folyományaként 20 milliárd dollár mértékűre felduzzadó magyar államadósság titok maradt egészen a rendszerváltásig. (1973-1989 között GDP arányosan 9,2-ről 66,5 százalékra nőtt.)
Az olajválság, azaz az olajárak radikális emelkedése, mivel általános világpiaci áremelkedéssel is járt, alaposan meggyengítette a Szovjetuniót és oka volt a Szovjetunió illetve a többi szocialista ország gazdasági viszonyainak feszültebbé válásához, mivel a szocialista országok erős energiafüggésben álltak a legfontosabb, legerősebb kommunista országtól. A Szovjetunió valójában csak némi átmenet után engedhette meg, hogy az olaj árát a világpiaci ár felé közelítse és olyan árrendszert alakítson ki, amely időszakos késéssel követi az olajár világpiaci ingadozását. Ezt akkor is meg kellett tennie, ha nyersanyag-kapacitásai szinte kimeríthetetlennek is látszottak. (A deklarált szovjet gazdaságpolitikai elvek között fontos utolsó helyen szerepelt az "elvtársi segítség"  fogalma. Nos, itt valahogy alkalmazni kellett ezt az elvet, az "elvtársi megértéssel" kiegészítve.) Tehát a Szovjetunió fosszilis energiahordozóra vonatkozó export bevételeinek növelését nem nélkülözhette, annál is kevésbé, mert a Szovjetunió nagyvállalatainak jelentős része hatalmas ráfizetéssel, vagyis nem rentábilisan termelt. Ezeket a vállalatokat nem lehetett bezárni, hiszen egy ilyen lépés a tervgazdaság legélesebb kritikáját jelentette volna, és persze következményeként munkanélküliségi hullámot a teljes foglalkoztatottság korszakában. Az olajár-robbanással egy időben romlottak az arab világ kapcsolatai a Szovjetunióval. Valószínűleg ez is közrejátszott ebben, hogy az afganisztáni polgárháborúba (törzsi konfliktusba) való beavatkozás révén a Szovjetunió nyomulni akart a Közel-Kelet irányában. A kommunista szuperhatalom gazdasági hanyatlását és a tervgazdálkodás hosszú távú fenntarthatatlanságát fokozta a kőolaj 1980-as évek elejére enyhülő világpiaci ára, amelynek eredményeként számottevően csökkent a nyugati országok felé irányuló, szénhidrogén alapú energiahordozók exportjából befolyó dollárbevétele.